# Phyllanthus acidus
Майом (Phyllanthus acidus)  тропічна рослина родини майомові (Phyllantheae).

## Назва
Має численні назви (таїтянська амла, малайська амла, зоряна амла, просто амла), що споріднюють рослину з амлою. Проте ніяких родинних зв'язків з нею не має, окрім кислоти плодів.

## Будова
Рослина має невизначену конструкцію стовбура (між кущем і деревом). Візуально дуже схоже на іншу поширену у тропіках культуру білімбі. Може досягати 9 метрів висоти. Складні листки досягають 7 мм довжини. Листочки зелені згори і синюваті знизу.

## Життєвий цикл
Квіти бувають чоловічі, жіночі і гермафродитні.

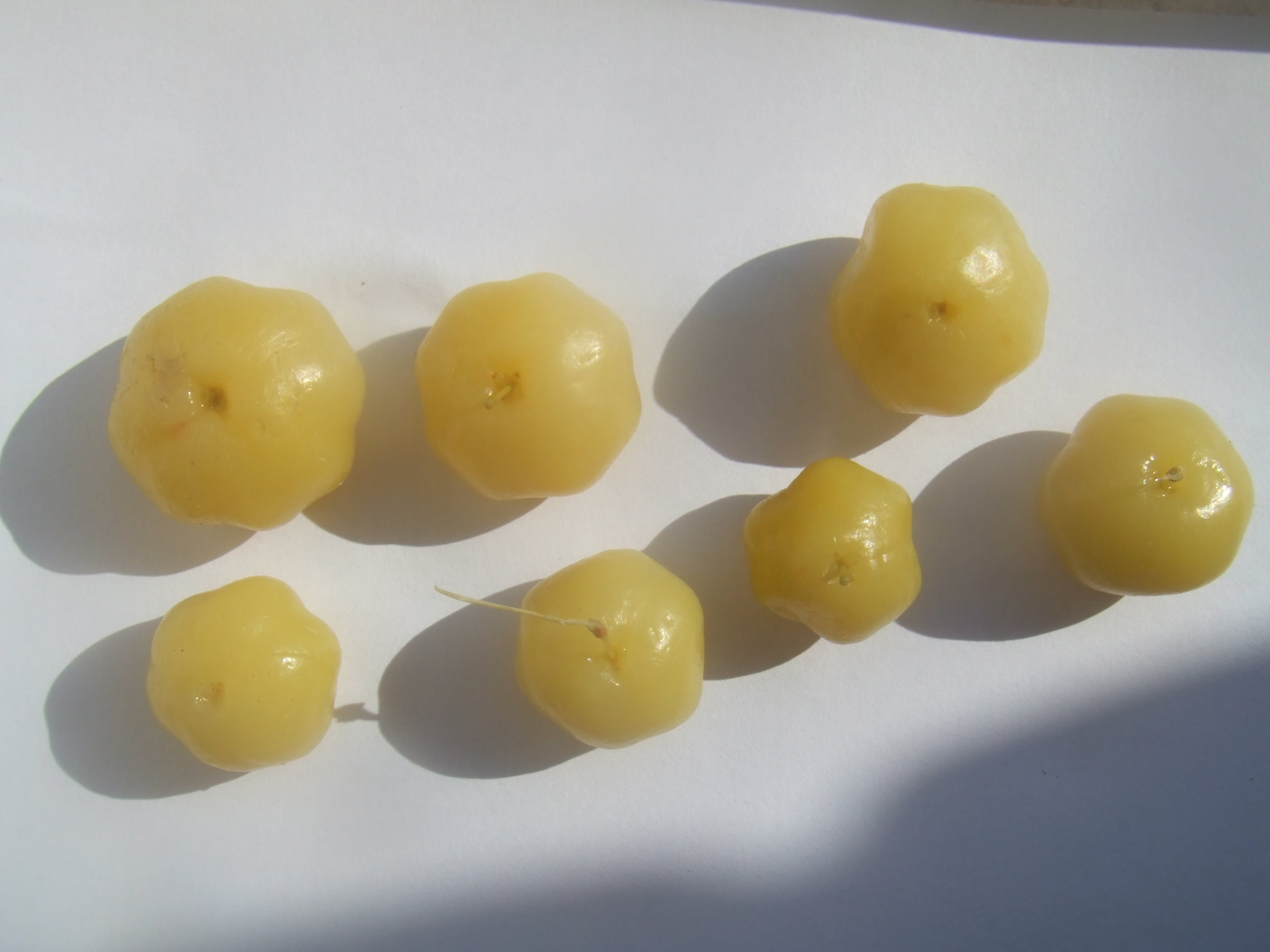
фрукти майома

## Поширення та середовище існування
Росте у тропічних країнах Азії та Центральної Америки. Походження невідоме. Але припускають, що це може бути Мадагаскар.

## Практичне використання
Фрукти та листя використовують у їжу. Плоди вживають свіжими або зацукрованими у сиропі.